# Helen V. Firth
Helen V. Firth es una genetista británica especializada en la aplicación de nuevas tecnologías genómicas para mejorar el diagnóstico de trastornos graves del desarrollo. Es la directora clínica del proyecto británico "Descifrando los Trastornos del Desarrollo" y de la plataforma global DECIPHER para el intercambio de datos sobre enfermedades raras. En 2020, fue elegida miembro de la Academia de Ciencias Médicas.

## Carrera
En 2004, Firth, quien trabajaba como genetista clínico consultor en el Hospital Addenbrooke de Cambridge, estableció la plataforma global DECIPHER para el intercambio de datos sobre enfermedades raras tras la publicación del Proyecto Genoma Humano. Desde 2006, Firth ha sido Investigadora Visitante Honorario Sénior en la Facultad de Medicina Clínica de la Universidad de Cambridge. Posteriormente, en 2011, Firth y su colega Caroline F. Wright publicaron sus hallazgos como líderes clínicos del proyecto Descifrando los Trastornos del Desarrollo (DDD), que abarca todo el Reino Unido. El objetivo del proyecto era «realizar un fenotipado sistemático y un análisis genómico detallado de 12 000 niños con trastornos del desarrollo graves no diagnosticados».
En 2020, fue elegida miembro de la Academia de Ciencias Médicas por sus "contribuciones excepcionales al avance de la ciencia biomédica a través de descubrimientos de investigación de vanguardia, la gestión de programas nacionales de comunicación y participación científica, y la traducción de los avances científicos en beneficios para los pacientes y el público".

## Obras
Firth es coautor de dos libros, Clinical Genetics (1.ª ed. 2005, 2.ª ed. 2017  como Clinical Genetics and Genomics ) y el Oxford Handbook of Genetics.